# Mistelbacher Straße
Die Mistelbacher Straße (B 40) ist eine Landesstraße B in Österreich. Sie quert das Weinviertel auf einer Länge von 76,3 km von West nach Ost. Ihren Ausgangspunkt nimmt die Straße in der Bezirkshauptstadt Hollabrunn und führt zunächst entlang des Göllersbaches nach Ernstbrunn im Naturpark Leiser Berge. Von hier setzt sie ihren Weg zur namensgebenden Stadt Mistelbach an der Zaya fort, wo sie auf die Zaya trifft. In Wilfersdorf wendet sich die Mistelbacher Straße schließlich nach Südosten, wo sie in Dürnkrut an der Bernstein Straße (B 49) nahe der Staatsgrenze zur Slowakei endet.

## Geschichte
Die Straße von Mistelbach über Wilfersdorf und Zistersdorf nach Dürnkrut gehört zu den 17 Straßen, die 1866 zu niederösterreichischen Landesstraßen erklärt wurden.
Nach dem Anschluss Österreichs wurde diese Straße im Zuge der Vereinheitlichung des Straßensystems am 1. April 1940 in eine Landstraße I. Ordnung umgewandelt und als L.I.O. 37 bezeichnet. Am 23. März 1942 wurde sie durch einen Erlass des Generalinspekteurs für das Deutsche Straßenwesen zum Bestandteil der Reichsstraße 388 erklärt.
Die Mistelbacher Straße gehört seit dem 1. Jänner 1949 zum Netz der Bundesstraßen in Österreich.